# Dungeons & Dragons
Dungeons & Dragons (abbreviato come D&D o DnD) è un gioco di ruolo fantasy creato da Gary Gygax e Dave Arneson, pubblicato per la prima volta nel gennaio 1974 dalla Tactical Studies Rules (TSR), azienda fondata da Gygax poi trasformata nella TSR Hobbies la quale fu acquisita nel 1997 dalla Wizards of the Coast, assieme a tutti i diritti su D&D; due anni più tardi, la stessa Wizards fu acquistata dalla Hasbro. In parte grazie anche a un'intensa attività di marketing, i prodotti marchiati Dungeons & Dragons hanno costituito oltre il 50% del mercato dei giochi di ruolo venduti nel 2002.
D&D, che ha fornito lo spunto alla nascita di tutto il filone editoriale legato ai giochi di ruolo, è tra questi il più diffuso e conosciuto, con una stima di circa 20 milioni di giocatori, traduzioni in molte lingue e oltre 1 miliardo di dollari di vendite di manuali e accessori fino al 2004. Come per altri giochi di ruolo prodotti nei primi anni di diffusione di questo genere editoriale ha un nome che contiene un'allitterazione nella doppia "D" di Dungeons & Dragons.

## Storia

### Origini

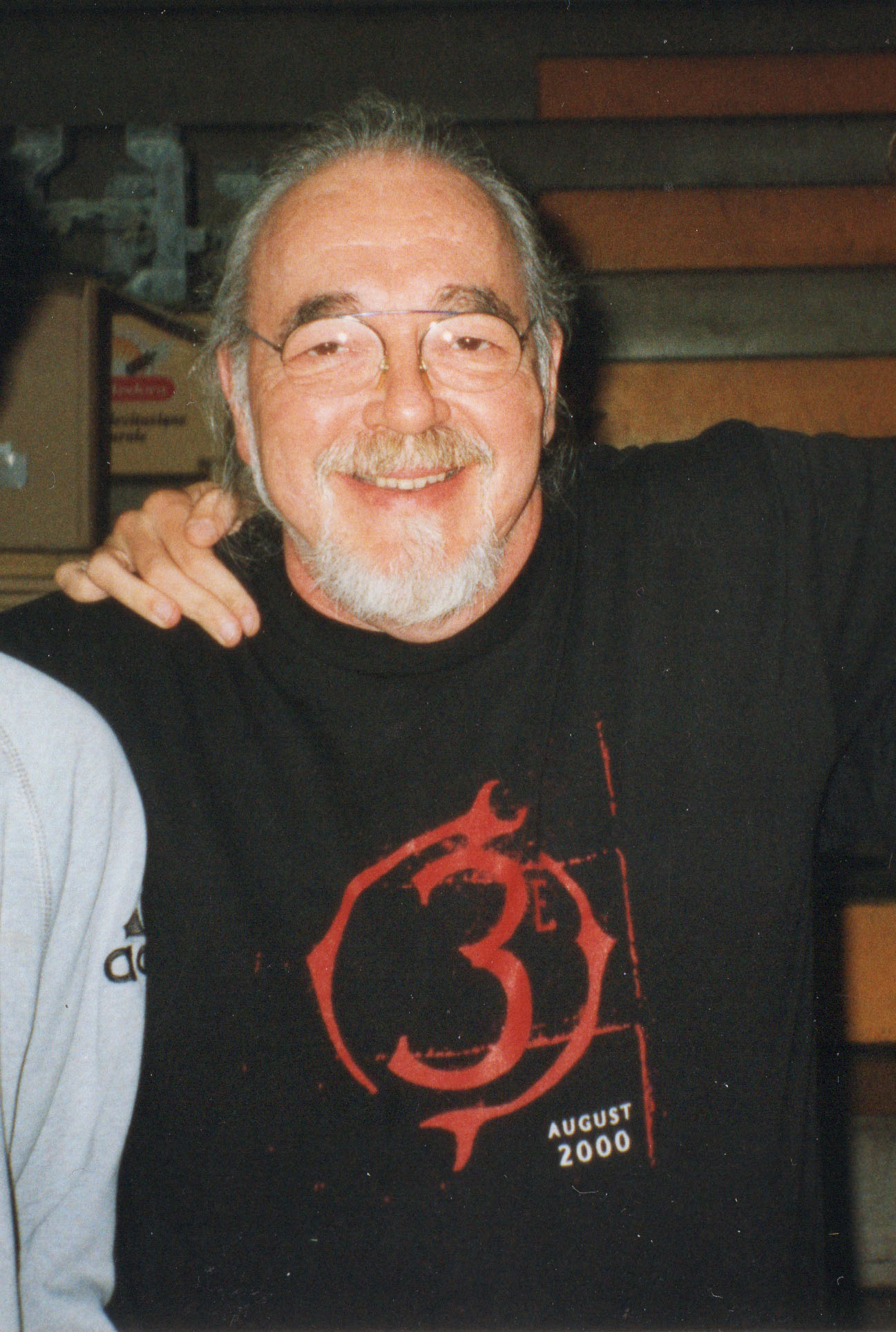
Gary Gygax, uno dei creatori di Dungeons & Dragons, alla Mod Con 1999

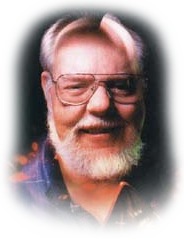
Dave Arneson, il coautore di Dungeons & Dragons

Il gioco nacque nell'ambiente del wargame negli anni settanta, quando si cominciò a sostituire a generiche unità rappresentanti gruppi di soldati dei personaggi che potevano evolversi da una partita all'altra, tra cui i Braunstein, dei wargame in cui i giocatori controllavano individui anziché eserciti, organizzati inizialmente da Dave Wesely e poi proseguiti da Dave Arneson, alla partenza di Weseley per il servizio militare. Arneson utilizzò Chainmail, un regolamento di wargame tridimensionale scritto da Jeff Perren e Gary Gygax per risolvere i combattimenti e con il progredire del gioco aggiunse innovazioni come classi personaggio, punti esperienza, avanzamento di livello, classe di armatura e altri. Arneson conosceva Gygax con cui aveva sviluppato il wargame navale Don't Give Up the Ship! (1972) e lo introdusse alla sua campagna di Blackmoor. I due collaborarono quindi allo sviluppo di The Fantasy Game, il regolamento che diventerà Dungeons & Dragons, con Gygax che scrisse e preparò la versione definitiva del testo.
Molti degli elementi di Dungeons & Dragons erano già apparsi negli anni in ambito hobbistico nella seconda metà del XX secolo (e anche precedentemente). L'interpretazione del personaggio può per esempio essere vista come improvvisazione teatrale. Ambientazioni relative a mondi immaginari erano già state sviluppate, approfondite e usate nei wargame, come per esempio Glorantha o Tékumel ma Dungeons & Dragons fu una fusione unica di questi elementi.

### Fonti di ispirazione
La presenza di halfling, elfi, nani, mezzelfi, orchi, draghi e simili spinge sovente a paragoni con l'opera di Tolkien e nella prima edizione la cosa è ancora più evidente per l'esplicita presenza di hobbit, ent e balrog, che nelle edizioni successive furono sostituiti da halfling, treant e balor per problemi di copyright con la Tolkien Estate. Gygax dichiarò di non essere stato molto influenzato dal Signore degli Anelli e che ne incluse alcuni elementi solo per sfruttare la mania dell'epoca per i romanzi di Tolkien e accontentare alcuni suoi giocatori. Affermò che l'ispirazione proveniva da una varietà di fonti: dalla storia medievale, i miti, le storie fantasy e i racconti pulp, in modo da poter essere d'interesse al più vasto pubblico possibile.
Il sistema magico per cui i maghi devono memorizzare gli incantesimi e li dimenticano una volta lanciati fu ispirato principalmente dai romanzi del ciclo della Terra morente di Jack Vance. Il sistema di allineamento originale (che divideva tutti i personaggi e le creature in "Legale", "Neutrale" e "Caotico") è ispirato dal ciclo di Elric di Melniboné di Michael Moorcock e dal romanzo Tre cuori e tre leoni di Poul Anderson. Tra le altre opere che influenzarono la creazione del gioco vi sono i lavori di L. Sprague de Camp, Fletcher Pratt, Robert E. Howard, Fritz Leiber, Jack Vance, H. P. Lovecraft, A. Merritt, Roger Zelazny e Michael Moorcock, così come di molti altri autori. Mostri, incantesimi e oggetti magici presenti nel gioco sono stati ispirati da centinaia di lavori individuali, per esempio la displacer beast è ispirata a Coeurl, il mostro del racconto Il distruttore nero di A. E. van Vogt e la spada vorpal dalla poesia Jabberwocky di Lewis Carroll, ma non mancano le creature provenienti dalle varie mitologie e religioni del mondo reale.

### Prime versioni
Dungeons & Dragons è passato attraverso molte edizioni e revisioni alcune sviluppate in parallelo. Il set originale fu pubblicato nel 1974 è ora indicato come "OD&D" (per "Original Dungeons & Dragons" e consisteva in tre manuali in una piccola scatola. Era una produzione amatoriale scritta presupponendo che il lettore fosse familiare con il wargame Chainmail (creato nel 1971 dallo stesso Gygax con Jeff Perren). Nonostante ciò, divenne popolare prima tra i wargamer e quindi verso un pubblico più generale di studenti delle superiori e dei college. La prima tiratura di mille copie si esaurì in sette mesi (febbraio - settembre 1974), la seconda di 2000 copie in altri sette mesi (novembre 1974 - maggio 1975) e nel giugno 1975 fu pubblicata una terza tiratura di 3 000 copie; le vendite continuarono a crescere e nel 1975 furono vendute 4 000 copie e ancora di più successivamente. Complessivamente la prima edizione fu ristampata diverse volte con alcune differenze, in particolare a partire dal 1977 furono cambiati o eliminati i riferimenti espliciti alle opere di Tolkien e l'edizione fu supportata da diversi prodotti aggiuntivi, come i supplementi originali per Greyhawk (Gary Gygax e Rob Kuntz, 1975) e Blackmoor (Dave Arneson, 1975), o i manuali Eldritch Wizardry (Gary Gygax e Brian Blume, 1976) e Gods, Demi-Gods and Hero's (Rob Kuntz e James Ward, 1976) che espansero notevolmente le classi di personaggi, mostri e incantesimi disponibili. A questi si aggiunge anche Swords & Spells (Gary Gygax, 1976) che introduceva le regole per l'uso di miniature nel gioco. Anche questi primi moduli di espansione furono ristampati varie volte fino al 1979 con piccole variazioni grafiche della copertina. Nel 1976 la TSR cessò le pubblicazioni della rivista The Strategic Review (dedicata anche a wargame) per pubblicare Dragon, una rivista dedicata quasi completamente, seppur non esclusivamente, a Dungeons & Dragons.

### Basic e Advanced Dungeons & Dragons
Nel 1977 la TSR creò il primo elemento di una strategia di attacco a due punte che avrebbe diviso i regolamenti di Dungeons & Dragons per oltre due decenni: fu pubblicata la prima edizione del Dungeons & Dragons Basic Set (J. Eric Holmes), un set di regole in scatola che comprendeva materiale proveniente dai supplementi da Greyhawk, Blackmoor e Eldritch Wizardry, pensato come un'introduzione ai concetti base del gioco destinata ai giocatori più giovani e che potesse essere venduta anche nei normali negozi di giocattoli. Le regole permettevano di creare personaggi solo fino al terzo livello, perché si supponeva che i giocatori che avessero desiderato proseguire avrebbero potuto acquistare l'Original Dungeons & Dragons.
Nel frattempo Gygax iniziò a lavorare su un regolamento più complesso, l'Advanced Dungeons & Dragons, che raccoglieva e raggruppava le regole, espansioni e correzioni dell'Original Dungeons & Dragons che erano ormai sparse in più manuali, rivedendole e unificandole. Il nuovo regolamento fu pubblicato suddiviso in tre volumi a copertina rigida, Monster Manual (1977), Player's Handbook (1978) e Dungeon Master's Guide (1979). Comunque fin dal inizio le differenze filosofiche tra Advanced e il Basic Set rovinarono l'approccio a due punte: Gygax aveva mirato a scrivere un regolamento rigidamente strutturato che cercasse di coprire e regolamentare ogni possibile situazione che poteva sorgere in gioco, mentre Holmes aveva preferito un tono più leggero, che lasciava più spazio all'approccio individuale. Mentre l'Advanced era considerato da molti una revisione dell'Original Dungeons & Dragons, questo veniva comunque presentato come un nuovo gioco differente dall'Original e che sarebbe stato necessario un impegno non indifferente per convertire una campagna da un regolamento all'altro. Ad aumentare la confusione contribuì il fatto che i set in scatola dell'Original Dungeons & Dragons rimasero in pubblicazione fino al 1979, in un'edizione per collezionisti (la "Original Collector's Editions"), dato che continuavano a vendere bene.
Con l'eccezione di Temple of the Frog (Arneson, 1975) la TSR non aveva inizialmente pubblicato avventure, ritenendo che ogni master avrebbe preferito scriversi le proprie, anche se aveva distribuito alcune avventure per essere utilizzate alla convention, come Tomb of Horror (Gygax, 1975) per Origins I. Tuttavia, in seguito al successo delle avventure pubblicate dalla Judges Guild, anche la TSR iniziò nel 1978 a pubblicare moduli di avventura, cominciando con il primo modulo della serie G: G1: Steading of the Hill Giant Chief (Gygax, 1978). La prima avventura per il Basic fu invece B2: The Keep on the Borderland (Jeff Grubb e Jon Pickens, 1980), che fu inclusa in quasi tutte le edizioni del set in scatola, mentre X1: The Isle of Dread (David Cook e Tom Moldway, 1980) fu incluso nella scatola dell'Expert Set.
A partire dal 1981 la TSR iniziò a pubblicare ogni anno un manuale a copertina rigida per l'Advanced cominciando con Deities & Demigods (James M. Ward con Robert J. Kuntz, 1980). Da segnalare in particolare Fiend Folio (1981), che fu curato da Don Turnbull, in precedenza curatore editoriale di White Dwarf, assunto per gestire la branca britannica della TSR, e Oriental Adventures (David "Zeb" Cook, 1985), la cui ambientazione fu successivamente inclusa nei Forgotten Realms nel 1988 con nome di Kara-Tur e Unearthed Arcana, che aggiunse molte nuove regole.
Nel 1993, per ampliare il contenuto associato ad Advanced D&D, fu pubblicato il libro "The Complete Book of Humanoids"

### Revisione delle edizioni

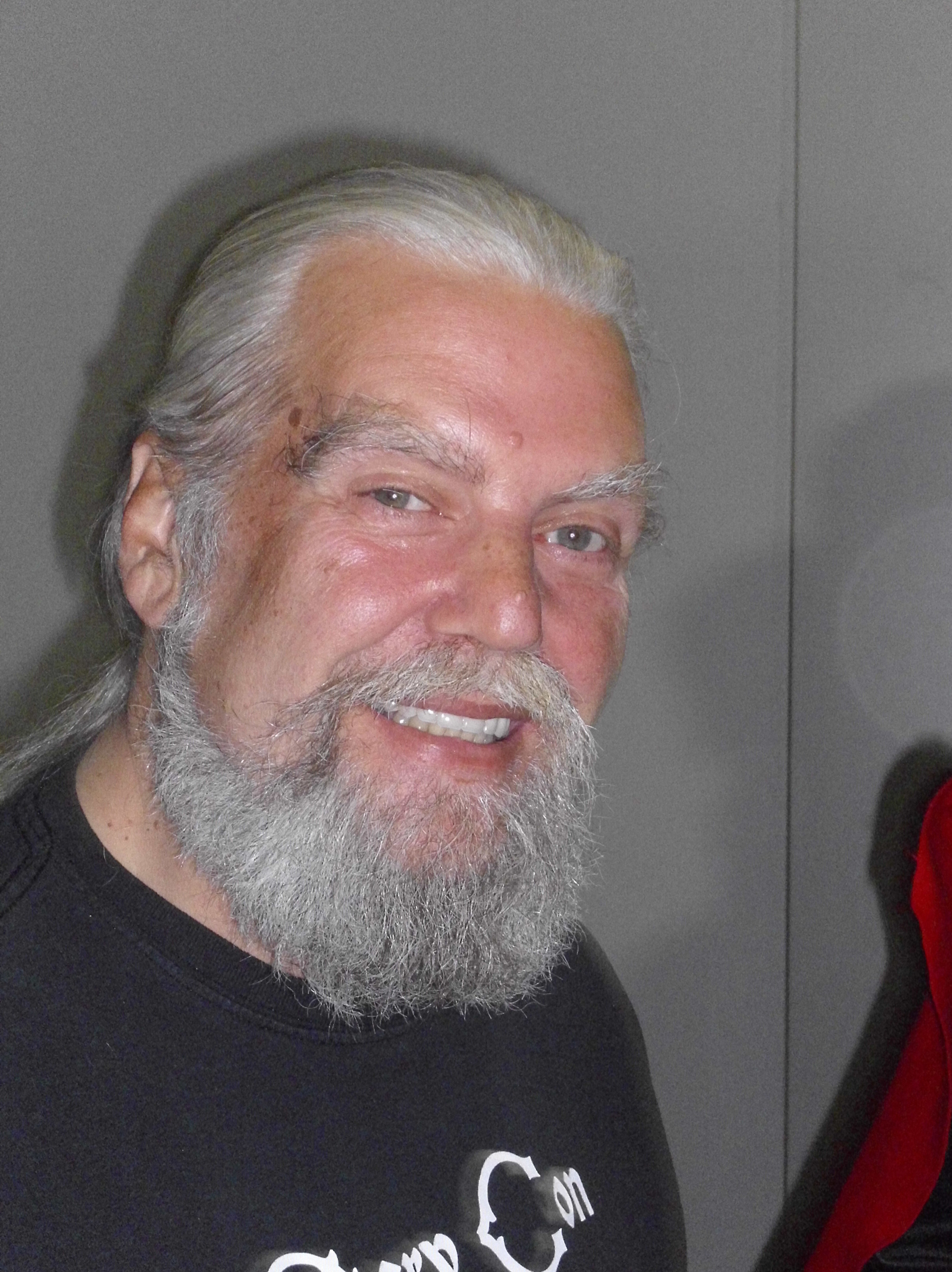
Frank Mentzer, curatore della "scatola rossa" e dei suoi quattro seguiti

La divisione tra le due linee editoriali Basic e Advanced fu sancita nel 1981 con la pubblicazione della seconda edizione del Basic Set, curata da Tom Moldvay e dal nuovo set in scatola Expert curata da David "Zeb" Cook, che permetteva di portare i personaggi del Basic fino al 14º livello.. Nuove edizioni del Basic e dell'Expert furono pubblicate nel 1983 a cura di Frank Mentzer (l'edizione nota tra i fan come "scatola rossa") seguite dal Companion (Frank Mentzer, 1983), Master (Gary Gygax e Frank Mentzer, 1985) e Immortals (Frank Mentzer, 1986), ognuna delle quali conteneva le regole per personaggi con livello crescente di potere ed esperienza. Come ammise lo stesso Mentzer la sua voleva essere più una raccolta di "linee guida" che non un insieme di regole, distinguendosi così dalla filosofia di AD&D, che stava avendo in quel periodo un vero e proprio boom di manuali contenenti nuove regole o caratteristiche del gioco (mostri, incantesimi, nuove classi). Le descrizioni geografiche presenti nei manuali e nelle avventure di D&D Basic Set si evolsero gradualmente diventando l'ambientazione Mystara.
Nel 1991 fu pubblicata la scatola introduttiva della 5ª edizione di D&D Basic Set insieme ad alcuni moduli collegati, inseriti in una nuova ambientazione, la Valle del Tuono. Questi moduli contengono regole e situazioni pensate principalmente per iniziare a D&D nuovi giocatori, oltre che a fornire un'impostazione che richiama i giochi da tavolo fantasy tipo HeroQuest (mappa del dungeon da esplorare, miniature in cartoncino dei mostri e dei personaggi giocanti, ecc...); queste caratteristiche, oltre che l'assenza di vere novità rispetto all'edizione precedente, ne decretarono lo scarso successo tra i giocatori già esperti. A queste uscite si affiancarono la Dungeons & Dragons Rules Cyclopedia (Aaron Allston, 1991), che riassunse in un unico volume cartonato quasi tutte le regole pubblicate nelle prime quattro scatole della 4ª edizione e parte di quelle opzionali pubblicate all'interno dei vari Gazetteer (supplementi geografici per Mystara, divenuta l'ambientazione ufficiale di D&D Basic Set) e il Wrath of the Immortals (Aaron Allston, 1992), che aggiornava e semplifica le regole della scatola Immortals, rendendo anche esplicito il legame con l'ambientazione Mystara. I prodotti pubblicati furono divisi in una serie introduttiva (giocabile anche con solo la scatola base) e un Challenger Series, che prevede l'utilizzo della Rules Cyclopedia (o delle scatole colorate precedenti).
Nel 1994 la TSR pubblicò The Classic Dungeons & Dragons Game, considerata la 6ª edizione di D&D Basic Set, anche se in realtà è solo una ristampa della scatola introduttiva della 5ª edizione con rinnovate impaginazione e veste grafica e l'aggiunta di miniature di plastica per gli avventurieri. Anche questa edizione fu ristampata diverse volte (l'ultima nel 1996), con alcune modifiche nella grafica, ma con contenuti invariati. È l'ultimo prodotto pubblicato per il D&D Base, nonostante solo pochi mesi prima la rivista ufficiale Dragon Magazine avesse annunciato essere in lavorazione diversi prodotti ambientati a Mystara.
Nell'ambito del regolamento Advanced nel 1984 fu pubblicato, per AD&D, Dragons of Despair, la prima avventura di una lunga saga, costituita da 14 moduli ambientata nel mondo di Dragonlance, degna di nota per costituire una vera e propria storia, piuttosto che una serie di dungeon crawl come era stato per le avventure precedenti, e per la pubblicazione ad esso collegata di una serie di romanzi che ottennero un buon successo. Il modulo descrittivo dell'ambientazione, Dragonlance Adventures, fu pubblicato solo 3 anni più tardi. Nel 1987 fu pubblicato per AD&D il Forgotten Realms Campaign Set che introdusse l'ambientazione dei Forgotten Realms.
La seconda edizione dell'Advanced Dungeons & Dragons fu pubblicata nel 1989, sempre divisa in tre volumi, l'autore principale fu David "Zeb" Cook. L'originale Monster Manual fu sostituito dal Monstrous Compendium, un raccoglitore ad anelli, rimpiazzato a sua volta nel 1993 dal Monstrous Manual, un manuale a copertina rigida. Nel 1995 i manuali base dell'Advanced furono leggermente rivisti, anche se la TSR continuò a riferirsi ad essi come seconda edizione, e una serie di manuali detti Player's Option furono pubblicati come regole opzionali. Con la seconda edizione furono promosse anche ambientazioni diverse da quelle fantasy tradizionali, tra cui la fusione del fantasy con altri generi, come l'orrore (Ravenloft, 1990), la space opera (Spelljammer di Jeff Grubb, 1989) e l'apocalittico (Dark Sun), così come versioni storiche alternative e ambientazioni mitologiche non europee.
Alcuni aspetti del gioco che avevano attirato una pubblicità negativa furono deliberatamente esclusi dalla seconda edizione dell'Advanced. In particolare i riferimenti a demoni e diavoli, illustrazioni che potevano essere ritenute sessualmente suggestive e personaggi giocanti malvagi come assassini e mezzi orchi. Le tematiche della nuova edizione cambiarono passando da quelle tipiche della letteratura sword and sorcery degli anni sessanta e settanta, ad un misto di storia e mitologia medievale. Ci furono alcune variazioni minori alle regole tra cui l'aggiunta delle non-weapon proficiencies, capacità simili ad abilità comparse per la prima volta in supplementi della prima edizione. Gli incantesimi furono divisi in sfere e scuole, le classi personaggi furono consolidate, i limiti sull'avanzamento per i personaggi non umani ampliati e il sistema di combattimento fu leggermente rivisto.
Nel 1995 la TSR ripubblicò i manuali base della seconda edizione con nuove copertine, illustrazioni e layout della pagina. Questa pubblicazione fu seguita a breve da una serie di volumi etichettati Player's Option (Player's Option: Combat & Tactics, Player's Option: Skills & Powers, Player's Option: Spells & Magic, Dungeon Master Option: High-Level Campaigns), che introducevano regole alternative e opzioni per i personaggi, così come regole per campagne di alto livello.. Alcune di queste regole includevano l'introduzione di un sistema a punti per permettere ai giocatori di scegliere le opzioni di classe possedute dal proprio personaggio, in modo simile alle non-weapon proficiency e introducevano gli attacchi di opportunità nel combattimento. Questa edizione è chiamata informalmente dai giocatori "AD&D 2.5".

### Il declino della TSR e l'acquisto da parte della Wizards of the Coast
Nei primi anni novanta la Wizards of the Coast pubblicò il gioco di carte collezionabili fantasy Magic: l'Adunanza, che in breve tempo divenne un enorme successo editoriale, oggetto di numerosi tentativi di emulazione da parte di altri editori. La TSR, nel tentativo di cavalcare l'onda del successo dei giochi collezionabili, pubblicò prima il gioco di carte collezionabili Spellfire (1994) e, successivamente, quello di dadi collezionabili Dragon Dice (1995), entrambi ambientati negli universi narrativi delle varie edizioni di AD&D, ma i giochi ottennero scarso seguito e in breve furono abbandonati.
Il successo dei giochi di carte collezionabili causò un calo delle vendite dei giochi di ruolo in generale e in seguito ad alcune mosse editoriali sbagliate la TSR aveva accumulato nel 1997 oltre 30 milioni di $ debiti ed era sull'orlo della bancarotta e venne acquisita dalla Wizard of the Coast con l'intermediazione di Bob Abramowitz e Ryan Dancey della Five Ring Publishing Group. La maggior parte del team creativo e professionale della TSR si trasferì dal Wisconsin a Renton, nello stato di Washington. Inoltre la Wizards riassunse o riallacciò i rapporti con molti degli autori che erano stati licenziati dalla TSR negli ultimi problematici anni. I prodotti di D&D continuarono comunque a portare il logo della TSR fino al 2000, dopo l'acquisizione della Wizard of the Coast da parte della Hasbro.
Tra il 1997 e il 1998 le linee editoriali legate ad AD&D furono ridotte ai soli Forgotten Realms e Dragonlance, ma prima della pubblicazione della terza edizione la Wizards of the Coast pubblicò numerosi moduli che rinnovavano o ristampavano moduli del passato — Against The Giants: The Liberation of Geoff (1999), Dragonlance Classics 15th Anniversary Edition (1999), Ravenloft (1999), Return to the Keep on the Borderlands (1999), Return to White Plume Mountain (1999), TSR Silver Anniversary Collector’s Edition (1999), Slavers (2000) e Return to the Temple of Elemental Evil (2000) — e venne pubblicato il Dragon Magazine Archive una raccolta digitale dei primi 250 numeri di Dragon

### Dungeons & Dragons 3rd Edition
Dopo tre anni di sviluppo la Wizards of the Coast pubblicò nel 2000 Dungeons & Dragons 3rd Edition (in genere abbreviata come D&D3E o 3E). Scritto da (a cura di) Monte Cook, Jonathan Tweet e Skip Williams, questa nuova edizione riportò le linee Basic e Advanced insieme in un unico regolamento, il termine "Advanced", non essendo più in commercio da diversi anni la versione "base", e il concetto di "terza edizione" va così ad indicare sia la 3ª edizione di AD&D, sia, viste le sensibili variazioni nelle regole, quella che si può definire una terza reincarnazione del gioco (Dungeons & Dragons, Advanced Dungeons & Dragons e Dungeons & Dragons 3rd Edition). All'epoca fu la più grande revisione mai fatta delle regole di D&D, che servì anche come base per il regolamento di gioco di ruolo multigenere d20 System. Le regole della terza edizione furono progettate per essere internamente consistenti e meno restrittive delle precedenti edizioni del gioco permettendo una maggiore flessibilità ai giocatori nel creare il personaggio che volevano interpretare. Furono introdotte abilità e talenti per incoraggiare la personalizzazione dei personaggi. Le nuove regole standardizzarono anche la risoluzione delle azioni e il combattimento.
L'introduzione del d20 system rese possibile ad altre case editrici la pubblicazione di materiale compatibile con Dungeons & Dragons senza il bisogno di sviluppare regole proprie e soprattutto senza il bisogno di approvazione da parte della Wizards of the Coast. Il d20 system è una versione open source delle regole base di D&D rese disponibili con la licenza Open Gaming License. Ciò facilitò la vendita dei prodotti compatibili con D&D unificandoli in una licenza commerciale facilmente riconoscibile. Molti altri editori, come la White Wolf (sotto l'etichetta Sword & Sorcery Studios), Alderac Entertainment Group, Mongoose Publishing e Malhavoc Press, pubblicarono prodotti per il d20 system.
Nel 2002 la Wizards of the Coast cercò, tramite concorso, un'ambientazione da affiancare a Greyhawk e Forgotten Realms (le uniche due ancora direttamente supportate). Tra più di 11 000 concorrenti vinse Eberron di Keith Baker che fu pubblicata nel 2004 con il manuale Eberron Campaign Setting.
Nel 2003, fu pubblicata una revisione delle regole, la Dungeons & Dragons v.3.5, conosciuta anche come Revised 3rd Edition o D&D3.5. Questa incorporava centinaia di cambiamenti minori alle regole e espandeva i manuali base. Sebbene sia stato un successo di vendite per la Wizards of the Coast l'edizione di D&D3.5 fu un disastro per gli editori di materiale compatibile con il D20 System, molti dei loro manuali divennero senza preavviso obsoleti e le risorse dei giocatori furono dirette all'acquisto dei nuovi manuali base. Alcuni editori come AEG e Fantasy Flight Games, abbandonarono la pubblicazione di giochi di ruolo, altri come Mongoose Publishing passarono alla pubblicazione di manuali usando la Open Gaming License, ma non il d20 System.

### Dungeons & Dragons 4th Edition
Come esempio del ciclo di sviluppo di un'edizione si riporta quello della 4th edition:
- Inizio 2005: Scelta dello staff per formare il team di sviluppo da parte di Bill Slavicsek (direttore ricerca e sviluppo per D&D), Chris Perkins (design Manager) e Jesse Decker (manager di sviluppo)
- Maggio 2005: Rob Heinsoo, James Wyatt e Andy Collins discutono i concetti su cui basare la nuova edizione. Importanza del ruolo nel gruppo, i tre tier di gioco fino al livello 30 e l'idea che il sistema fornisca poteri per tutte le classi.
- Giugno-settembre 2005  (James Wyatt, Andy Collins e Rob Heinsoo): primo sviluppo delle regole (in codice Orcus I), mostri e descrizione di otto classi per il manuale base.
- Ottobre 2005 - febbraio 2006 (Robert Gutschera (guida), Mike Donais, Rich Baker, Mike Mearls e Rob Heinsoo): verifica di Orcus I, raccomandazioni per il successivo ciclo di progetto. Il Tome of Battle: Book of Nine Swords che era quasi pronto alla pubblicazione fu rivisto per inserirvi le nuove meccaniche sviluppate fino a quel punto, adattandole all'edizione 3.5.
- Febbraio-marzo 2006 (Rob Heinsoo (guida), Bruce Cordell, James Wyatt): rifinitura e ampliamento delle regole secondo le indicazioni della fase di sviluppo precedente. nome in codice Orcus II.
- Aprile 2006 (Robert Gutschera, Mike Donais, Rich Baker, Mike Mearls e Rob Heinsoo): i risultati insoddisfacenti del playtesto di Orcus II vengono identificati da Mearls e Baker come dovuti a non aver adeguatamente distinto i poteri usabili a volontà e quelli con usi limitati.
- Maggio-settembre 2006:
  - Rob Heinsoo (guida), Andy Collins, Mike Mearls, David Noonan e Jesse Decker: sviluppo della bozza destinata al gruppo che dovrà scrivere la versione definitiva del   Player’s Handbook e Monster Manual
  - Rich Baker (guida), James Wyatt, Matt Sernett, Ed Stark, Michele Carter, Stacy Longstreet e Chris Perkins: bozza dell'ambientazione per la quarta edizione, primo sviluppo dell'idea dei points of light.
- Ottobre 2006 - aprile 2007 
  - Squadra di progetto: Rich Baker (guida), Logan Bonner e David Noonan, squadra di sviluppo: Andy Collins (guida), Mike Mearls, Steve Schubert e Jesse Decker ). Sviluppo del Player's Handbook, consolidamento delle regole, poteri e ruolo di ogni classe.
  - Squadra di progetto: James Wyatt (guida), Matt Sernett e Bruce. Squadra di sviluppo: Mike Mearls (guida), Steve Schubert e Stephen Radney-McFarland. Sviluppo del Monster Manual, scrittura di tutti i mostri e miglior definizione dei loro ruoli.
- 2 aprile - 11 maggio 2007 James Wyatt (guida), Rich Baker, Bruce Cordell e Chris Sims: stesura della bozza per il manoscritto finale delle regole
- Maggio 2007 Rob Heinsoo, Mike Mearls, David Noonan e Matt Sernett: revisione delle regole sugli oggetti magici.
- Giugno 2007: tre settimane di playtest delle regole coinvolgendo tutti i progettisti, sviluppatori e altri impiegati della Wizards of the Coast

Lo sviluppo di Dungeons & Dragons 4th Edition cominciò all'inizio del 2005 con lo scopo dichiarato di rendere il gioco più rapido, intuitivo e divertente. Il team di sviluppo iniziale fu composto da Rob Heinsoo, Andy Collins e James Wyatt, con la collaborazione di molti altri.
La nuova edizione venne annunciata pubblicamente alla Gen Con del 2007. Un'avventura introduttiva, H1: Keep on the Shadowfield fu pubblicata nel maggio 2008 e i tre manuali base furono pubblicati il 26 giugno 2008. La nuova edizione ristrutturò le classi dei personaggi, basando ognuna sull'uso di una fonte di potere specifica: arcano per maghi, warlock, bardi e maghispada, divino per paladini, chierici, vendicatori e invocatori, primevo per sciamani, barbari e guardiani, marziale per ladri, ranger, guerrieri e condottieri, psionico per monaci e psion. Il potere fornisce un certo numero di abilità, utilizzabili a volontà oppure con limiti per incontro o per giorno, e permette di assegnare ad ogni classe un ruolo, come difensore (guerriero in prima linea), controllore (capace di attaccare più avversari contemporaneamente) o leader (in grado di supportare l'azione degli altri membri del gruppo).
La pubblicazione di materiale compatibile con D&D fu permessa con la Game System License (GSL), molto più restrittiva rispetto alla precedente Open Gaming License. Alcuni editori terzi, come la Kenzer & Company o la Goodman Games, decisero di pubblicare materiale compatibile con la quarta edizione, senza però utilizzare la licenza GSL. Nel 2009 la GSL fu rivista e alleggerita in alcuni punti, ma gli unici editori di terze parti ancora interessati furono nuove case editrici che pubblicavano solo documenti in formato PDF.
Successivamente alla pubblicazione della quarta edizione il piano editoriale della Wizards of the Coast si indirizzò sul pubblicare ogni anno tre manuali di regole e tre di ambientazione, ripartiti in uno per i giocatori, uno per i master e uno per le avventure. Nel 2008 fu pubblicata la nuova versione dei Forgotten Realms, adattata con esiti disastrosi al concetto del points of lights della nuova edizione. Nel 2009 furono pubblicati tre nuovi manuali base, il Player's Handbook 2, Dungeon Master's Guide 2 e il Monster Manual 2, e altri tre manuali di ambientazione per Eberron. Nel 2010 furono pubblicati il Player's Handbook 3 e il Monster Manual 3 (la pubblicazione del Dungeon Master's Guide 3 venne cancellata) e i manuali di ambientazione per Dark Sun.

### Dungeons & Dragons 5th Edition (D&D Next)
Il 9 gennaio 2012 la Wizards of the Coast annunciò che stava iniziando a preparare una quinta edizione del gioco. Il playtest pubblico iniziò il 24 maggio 2012. Mike Mearls alla Gen Con del 2012 affermò che la casa produttrice aveva ricevuto dei feedback da oltre 75.000 giocatori ma per completare lo sviluppo sarebbero occorsi due anni. Il materiale così distribuito, fino a giugno 2014, prese il nome di D&D Next. La pubblicazione della quinta edizione è avvenuta in coincidenza con il 40º anniversario di D&D, durante l'estate del 2014, con la pubblicazione di un set introduttivo (il D&D Starter Set) e di una copia delle regole base scaricabile gratuitamente, seguita il mese successivo dalla pubblicazione del nuovo Player's Handbook. Nel corso dell'autunno, invece, sono andati in stampa i successivi manuali e le prime avventure ufficiali. Con queste uscite, il nome della linea è cambiato, chiamandosi ora Dungeons & Dragons senza fare alcun riferimento all'edizione progressiva.
La quinta edizione apporta numerosi cambiamenti che alleggeriscono le regole e le meccaniche del gioco, rendendolo più semplice ed equilibrato. I numeri in generale sono stati ridotti e limitati nei loro massimali, così come le differenze di valori tra i livelli più bassi e quelli più alti, riducendo il divario di potenza che si era creato, e rendendo le sfide interessanti a qualunque livello. Per i tiri salvezza, i tre bonus Riflessi, Tempra e Volontà sono stati sostituiti dai sei modificatori di caratteristica. Sono stati introdotti i bonus di competenza e le meccaniche di vantaggio e svantaggio al tiro, che sostituiscono la quasi totalità dei bonus e malus numerici che prima si sommavano algebricamente e di cui bisognava tenere costantemente traccia. Queste ed altre semplificazioni, una fra tante quella al meccanismo della lotta, hanno reso il combattimento più scorrevole. È stata incoraggiata una maggiore interpretazione del ruolo mediante l'aggiunta di background più completi, di sottorazze più caratterizzate, e del bonus di ispirazione. Il potere degli incantatori, prima superiori alle altre classi, è stato bilanciato soprattutto ai livelli alti, ritoccando il meccanismo di concentrazione, il numero degli slot incantesimo, la difficoltà nell'agire in determinate situazioni, il sistema di preparazione degli incantesimi e l'opzione di lancio rituale di alcuni di essi. Anche la meccanica del turno, ora composta da movimento, interazione, azione, azione bonus e reazione, è stata semplificata e resa più libera. Raggiunta ogni fase di aumento dei punteggi di caratteristica (come prima, ogni 4 livelli) è ora possibile distribuire 2 punti invece che 1, oppure scegliere un talento. I talenti sono ora più completi e appetibili, contenendo essi non più una capacità isolata, ma piuttosto un set di esse coerente fra loro. Le classi sono state ampliate con percorsi di specializzazione più utili a livello pratico, e la costruzione del personaggio è stata modificata in modo da renderla più equa, senza più punire l'inesperienza e anzi riducendo il powerplay che sfruttava combinazioni prima più efficaci di altre. Le classi di prestigio sono state sostituite dagli archetipi specifici per ogni classe. I mostri sono stati arricchiti con le azioni leggendarie e le azioni della tana, che li valorizzano rispettivamente contro personaggi di livello alto e nei loro habitat naturali, con capacità aggiuntive come la resistenza leggendaria e le reazioni, ed è stato semplificato il meccanismo della ricarica delle azioni limitate. Sono state rese più fluide le meccaniche della morte e dei riposi, e sono state introdotte aggiunte tematiche agli oggetti magici e alle possibilità di recupero durante i riposi brevi.

### Edizioni italiane
Nel 1985 l'Editrice Giochi pubblicò la traduzione italiana (a cura di Giovanni Ingellis) della 4ª edizione di Dungeons & Dragons Basic Set di Frank Mentzer. Successivamente pubblicò la traduzione dell'Expert, del Companion e del Master e altre scatole (ad eccezione della Immortals), della 5ª edizione e di diversi moduli di avventura e di ambientazione, sia per la 4ª che per la 5ª edizione.
Nel 1994 la Ripa di Milano pubblicò la prima traduzione ufficiale in italiano dei tre manuali base della 2ª edizione di Advanced Dungeons & Dragons. Questa edizione è tuttavia afflitta da numerosi refusi ed errori di traduzione. Una nuova traduzione più corretta della seconda edizione fu pubblicata dalla 25 Edition nel 1997.
Sempre la 25 Edition pubblicò nel 2000 la traduzione italiana di Dungeons & Dragon 3.0 e nel 2004 la traduzione dell'edizione 3.5. Nel 2008 pubblicò la traduzione della Quarta edizione, che nonostante un buon successo iniziale di vendite, risentì fortemente della resistenza al cambio dei giocatori della Terza edizione e del successo commerciale di Pathfinder.
Nel 2017 Asmodee Italia pubblica i manuali della quinta edizione di D&D tradotti in italiano: il Manuale del Giocatore, il Manuale del Master e il Manuale dei Mostri. Successivamente, lo stesso editore pubblica la versione italiana dello Starter Set e di altri manuali di avventure.

## Successo e impatto culturale
A partire da un'edizione francese nel 1982, Dungeons & Dragons è stato tradotto in molte lingue oltre all'originale inglese. Nel 2004 i consumatori avevano speso più di un miliardo di dollari per prodotti legati a Dungeons & Dragons e il gioco e si stimavano più di 20 milioni di giocatori. Fino a sei milioni di persone hanno giocato il gioco nel 2007.
Le varie edizioni hanno vinto molti Origins Award, tra cui l'"All Time Best Roleplaying Rules" del 1977, "Best Roleplaying Rules" del 1989 e "Best Roleplaying Game" del 2000 per le tre edizioni principali del gioco. Sia Dungeons & Dragons che Advanced Dungeons & Dragons sono stati inseriti nella Origins Hall of Fame Games. La rivista indipendente Games ha inserito Dungeons & Dragons nella sua lista Games 100 dal 1980 fino al 1983, mettendolo poi nella Hall of Fame nel 1984.
Sebbene molti degli ingredienti alla base di D&D fossero concetti già sviluppati (interpretazione di personaggi, rievocazione storica e teatro improvvisato), così come le simulazioni di mondi e le ambientazioni fantasy per wargame (ad esempio, White Bear and Red Moon o Tekumel), le successive evoluzioni dei giochi di ruolo sono partite dalla creazione originale di Gygax e Arneson: D&D fu infatti il primo gioco di ruolo moderno, e stabilì molte delle convenzioni che hanno dominato il genere, in particolare l'uso dei dadi come meccanica di gioco, l'uso di schede personaggio, l'uso di statistiche numeriche, meccaniche di gioco incentrate sul combattimento e sviluppo della storia deciso dal master. Dopo pochi mesi dall'esordio, altri autori ed editori cominciarono a pubblicare propri giochi di ruolo, la maggior parte dei quali di genere fantasy ispirati all'originale come Tunnels & Trolls (1975), Empire of the Petal Throne (1975) e Chivalry and Sorcery (1976). Sulla spinta del successo si sarebbe arrivati alla pubblicazione da parte di vari editori di altri giochi di ruolo di fantascienza, come Traveller (1977), e fantasy, come RuneQuest (1978) e di successivi regolamenti come Il richiamo di Cthulhu (1981, basato sulla cosmologia creata da H. P. Lovecraft), Champions (1982), GURPS (1986), Guerre stellari - Il gioco di ruolo (1987, ispirato a Guerre stellari) e Vampiri: la masquerade (1991). Con il lancio della 3ª edizione di D&D, la Wizards rese disponibile il d20 System sotto la Open Gaming License (OGL). Grazie a questa licenza gli autori sono liberi di usare il d20 system per scrivere i propri giochi e supplementi di gioco.
D&D è citato anche nel mondo della musica. Il ritornello della canzone Ancient Dreams dell'omonimo album dei Candlemass recita: "Great kings and tyrants, elflords and unicorns, devils and demons, dungeons and dragons". La copertina dell'album Det som engang var del musicista norvegese Burzum è tratta da un modulo del gioco chiamato Il tempio del male elementale.
Dungeons & Dragons viene più volte citato nella sit-com The Big Bang Theory: in ben cinque episodi viene giocato dai protagonisti, mentre in altri tre episodi viene solo menzionato. Nell'episodio Il vortice del D&D, l'ultimo in cui si gioca a D&D, al tavolo sono presenti cinque guest star: William Shatner (James T. Kirk in Star Trek), Wil Wheaton (Wesley Crusher in Star Trek: The Next Generation), Joe Manganiello, Kareem Abdul-Jabbar e Kevin Smith.
Pendleton Ward si è ispirato all'ambientazione di D&D per realizzare alcuni personaggi della sua serie a cartoni Adventure Time, come ad esempio il Lich.
Dungeons & Dragons è citato a più riprese nel romanzo Player One di Ernest Cline. In particolare una delle avventure più famose del gioco, Tomb of Horrors, scritta da Gary Gygax, costituisce l'ambientazione di una delle prove che gli utenti del mondo virtuale creato da James Halliday devono superare per ottenere il premio finale.
D&D, e in particolare la creatura Demogorgone contenuta nel Manuale dei Mostri, è un riferimento ricorrente nella serie televisiva Stranger Things, al punto da portare la Wizards of the Coast a pubblicare nel 2019 uno schermo del master e uno Starter Set aventi come tema la suddetta serie.
Il gioco viene citato più volte anche nella saga letteraria Shadowhunters di Cassandra Clare: uno dei personaggi, Simon Lewis, è un grande appassionato di D&D e ne parla spesso durante le sue vicende.

## Struttura del gioco
Normalmente Dungeons & Dragons è giocato seduti intorno a un tavolo. Ogni giocatore generalmente interpreta un singolo personaggio, detto personaggio giocante (PG), che rappresenta il protagonista di un'avventura, insieme ai personaggi degli altri giocatori, in un'ambientazione fittizia di genere fantasy, sotto la guida di un giocatore detto dungeon master (DM) che descrive le situazioni in cui si trovano i personaggi. Nel corso del gioco ogni giocatore dirige le azioni del suo personaggio e le sue interazioni con gli altri personaggi, descrivendone verbalmente le decisioni e risolvendo la riuscita o l'insuccesso delle loro azioni mediante il lancio di dadi. L'insieme dei personaggi è descritto come un gruppo o party di avventurieri, in cui ad ogni membro viene assegnato una propria area speciale di competenza che contribuisce al successo dell'intero gruppo. Il gioco spesso prosegue in una serie di incontri che completano una singola avventura, a loro volta una serie di avventure correlate costituisce una campagna.
I risultati delle scelte dei personaggi e della storia globale del gioco sono determinati dal dungeon master, secondo le regole del gioco. Il DM sceglie e descrive i vari personaggi non giocanti (PNG) che il gruppo incontra, l'ambiente con il quale interagiscono e i risultati di questi incontri secondo le scelte e le azioni dei giocatori. Gli incontri spesso prendono la forma di combattimenti contro 'mostri' — un termine generico usato in D&D per riferirsi a esseri potenzialmente ostili come animali, aberrazioni magiche o creature mitiche. Le regole del gioco trattano vari soggetti come l'interazione sociale, l'uso della magia, il combattimento e gli effetti dell'ambiente sui personaggi, aiutando il DM a prendere decisioni. Il DM può scegliere di deviare dalle regole pubblicate o crearne di nuove se lo ritiene necessario.
I soli oggetti necessari per giocare sono i manuali di regole, una scheda personaggio per ogni giocatore e diversi dadi. L'edizione corrente presuppone anche l'uso di miniature o segnalini su una mappa quadrettata per gestire i combattimenti, ma non è un obbligo. Numerosi accessori opzionali sono disponibili per migliorare il gioco, come manuali aggiuntivi, avventure pronte e varie ambientazioni.

### Meccaniche di gioco

#### Creazione del personaggio
- Forza: determina la forza fisica del personaggio. È usata per determinare i danni che può infliggere, la sua capacità di sollevare pesi, l'abilità nell'utilizzare le armi da mischia ecc.
- Costituzione: determina la robustezza del personaggio. È usata per determinare bonus o malus ai punti ferita del personaggio e per determinare la sua resistenza agli incantesimi che provocano danni fisici, ai veleni, ai risucchi di energia vitale e alle malattie.
- Destrezza: determina l'agilità di un personaggio. È usata per determinare bonus o malus alla possibilità di essere colpito, la sua abilità nell'utilizzo di armi da getto e da lancio a distanza, la sua abilità nell'evitare attacchi ad area come il soffio di un drago o una trappola e i suoi tempi di reazione ad eventi imprevisti.
- Intelligenza: determina la bravura del personaggio nel risolvere gli indovinelli, nel capire i concetti, nell'acquisire velocemente nuove capacità, nell'apprendere nuovi linguaggi e nell'apprendere incantesimi arcani.
- Saggezza: determina la capacità di un personaggio di ricordare gli eventi, di imparare dall'esperienza, di saper riconoscere le cose per quello che sono realmente, l'acutezza visiva ed uditiva ecc. Determina la capacità di resistere alla possessione e ad altri poteri mentali.
- Carisma: determina la bravura del personaggio nel convincere la gente, nel truffarla o nello spaventarla. È usato per determinare la potenza dei chierici nello scacciare non morti, per divenire leader di gruppi di PNG, per parlare ai PNG e convincerli ad essere amichevoli.

Prima dell'inizio del gioco ogni giocatore crea il suo personaggio e ne registra i dettagli su una scheda del personaggio. Prima di tutto il giocatore determina il punteggio delle caratteristiche del personaggio. Queste consistono di forza, costituzione, destrezza, intelligenza, saggezza e carisma. Il loro valore determina le potenzialità del personaggio in gioco, la sua efficacia nel compiere azioni, nel resistere ad effetti negativi e le classi di personaggio a cui può accedere. Nel regolamento originale il valore di ogni abilità è calcolato sommando il totale di tre dadi a sei facce nell'ordine in cui sono lanciati. Successivamente sono state sviluppate diverse varianti. Nella quarta edizione i metodi proposti sono di assegnarli da una lista di valori pregenerata, di "comprarli" spendendo un certo numero di punti (maggiore il valore desiderato maggiore il costo) o di generarli tirando per sei volte quattro dadi a sei facce e sommando ad ogni tiro il valore dei tre dadi più alti, i valori così ottenuti sono assegnati alle caratteristiche secondo la preferenza del giocatore)
Il giocatore sceglie quindi una razza (come umano o elfo), una classe (come guerriero o mago), un allineamento (una sintesi della sua morale ed etica) e diversi poteri, abilità o talenti che migliorano le sue capacità base. Il personaggio è di solito sviluppato e personalizzato creando il suo background.

#### Svolgimento del gioco
Durante il gioco ogni giocatore descrive le azioni del suo personaggio, come tirare un pugno ad un avversario, scassinare una serratura o parlare con un Personaggio non giocante gestito dal dungeon master, che a sua volta descrive il risultato delle azioni dei giocatori e le reazioni dei personaggi non giocanti. In genere azioni banali come raccogliere una lettera o aprire una porta non chiusa a chiave riescono automaticamente ma il risultato di azioni più complesse o rischiose è generalmente determinato tirando dei dadi. I fattori che contribuiscono al successo dell'azione comprendono il valore delle caratteristiche del personaggio, le abilità che possiede e la difficoltà dell'azione tentata. Nelle circostanze in cui il personaggio non ha il controllo di un evento, come quando scatta una trappola o un effetto magico o quando è il soggetto di un attacco magico o inusuale, può tentare un tiro salvezza per determinare il valore del danno o degli effetti subiti. In questo caso le probabilità di successo sono influenzate dalla classe, livello e (a partire dalla terza edizione) dal valore delle caratteristiche.
Con il progredire del gioco ogni personaggio cambia e in genere aumenta le sue capacità, ottiene ricchezze e può anche cambiare il suo allineamento o aggiungere nuove classi personaggio. Il modo principale per l'avanzamento del personaggio è l'ottenimento di punti esperienza (XP/EXP), che generalmente si ottengono sconfiggendo un nemico o completando un compito difficile. Ottenere punti esperienza a sufficienza permette a un personaggio di salire di livello ottenendo nuovi poteri, capacità o abilità della sua classe. Fino alla terza edizione i punti esperienza potevano anche essere persi in alcune circostanze, per esempio durante uno scontro con una creatura che succhia la forza vitale o usando certi poteri magici che richiedono di pagare un costo in punti esperienza.
I punti ferita sono una misura della vitalità e salute del personaggio e sono determinati dalla classe, livello e costituzione del personaggio. Possono essere temporaneamente persi quando un personaggio sostiene ferite in combattimento o viene ferito in altro modo e la loro perdita è il modo più comune per un personaggio di morire nel gioco. La morte può anche essere causata dalla riduzione a zero dei punti abilità e dei livelli del personaggio. Quando un personaggio muore è spesso possibile che sia fatto risorgere con l'uso della magia, sebbene questo imponga alcune penalità. Se la resurrezione non è possibile il giocatore può creare un nuovo personaggio per proseguire il gioco.

### Manuali di gioco
I manuali di D&D Basic Set sono suddivisi secondo la crescita di potere dei personaggi e pubblicati (ad eccezione dell'Immortal) in una scatola che conteneva un manuale dedicato ai giocatori ed uno dedicato al dungeon master (all'interno di quest'ultimo comparivano anche le descrizioni e statistiche dei mostri).
- Basic Set (Regole Base: Set 1): la "scatola rossa", con le regole base per personaggi dal 1º al 3º livello.
- Expert Set (Regole Expert: Set 2): regole per i personaggi dal 4º al 14º livello, introduce le regole per le avventure all'aperto (scatola blu).
- Companion Set (Regole Companion: Set 3): regole per i personaggi dal 15º al 25º livello; introduce regole che permettono ai giocatori di gestire possedimenti, costruire roccaforti e utilizzare eserciti (scatola verde).
- Master Set (Regole Master: Set 4): regole per i personaggi dal 26º al 36º livello; introduce regole che permettono ai personaggi di raggiungere l'immortalità (scatola nera).
- Immortals Set: descrive in dettaglio l'ascesa dei personaggi allo status di semidei, i loro nuovi poteri e sviluppa alcune idee sulle possibili avventure che il master può proporre ad un gruppo di personaggi dai poteri divini o quasi (scatola oro).

Le regole di Advanced Dungeons & Dragons sono suddivise in tre manuali base rilegati dalla copertina rigida: Player's Handbook (o Manuale del Giocatore), con le regole per creare personaggi, parte delle regole di combattimento e l'elenco degli incantesimi, Dungeon Master's Guide (o Guida del Dungeon Master), con un approfondimento delle regole di combattimento, elenchi di oggetti magici benefici e maledetti, suggerimenti su come impostare una campagna, creare un'ambientazione, assegnare punti esperienza, ecc..., e Monster Manual (o Manuale dei Mostri), elenco e descrizione delle creature mostruose che i personaggi possono incontrare). Questa suddivisione, cominciata fin dalla versione originale di D&D, è stata in seguito mantenuta per tutte le successive edizioni. La popolarità dei primi tre manuali di AD&D incoraggiò la TSR a pubblicare nuovi volumi: per l'epoca dell'uscita della 2ª erano stati pubblicati oltre una dozzina di manuali rilegati che dettagliavano divinità (Deities & Demigods 1980), nuovi manuali di mostri (Fiend Folio 1981, Monster Manual II 1983), nuove regole (Unearthed Arcana 1985, Dungeoneer's Survival Guide 1986, Wilderness Survival Guide 1986, Manuale dei Piani 1987) e ambientazioni (Oriental Adventures 1985, Dragonlance Adventures 1987, Greyhawk Adventures 1988). La seconda edizione espanse il numero di manuali di gioco aggiuntivi, soprattutto attraverso le serie Complete Handbook... o Complete Book of..., manuali dedicati a specifiche razze o classi di personaggi. Diversi altri archetipi come il barbaro o concetti specifici di particolari campagne, come il gladiatore di Dark Sun godettero di un proprio manuale. Questi manuali introdussero il concetto di "kit", essenzialmente versioni specializzate di una classe di personaggi.
L'edizione 3.0 etichettò chiaramente i Player's Handbook, Dungeon Master's Guide e Monster Manual come i 3 manuali base. Questa edizione fornì regole consistenti e costanti per diversi tipi di mostri, effetti (invisibilità, fatica, ecc.) ed incantesimi (i cui effetti erano sempre stati la fonte di vividi dibattiti tra i giocatori). Ancora più significativo fu la disponibilità di queste regole come open source, nella forma di un System Reference Document che poteva essere usato da altri editori per creare i loro propri prodotti compatibili con D&D 3.0.

### Moduli di avventura
Fin dall'inizio la TSR produsse numerosi "moduli". Questi sono avventure pronte per essere giocate, contenenti un'introduzione alla situazione in cui si trovano i giocatori, mappe dei luoghi, descrizioni degli avversari, probabile sviluppo degli eventi ed uno o più obiettivi da conseguire. Molti dei moduli prodotti dalla TSR erano identificati da un codice consistente in una lettera e un numero; i moduli con la stessa lettera erano generalmente correlati. Per esempio, Z1 poteva essere un prologo a Z2, oppure potevano entrambi contenere lo stesso tipo di avversario. Sebbene correlati la maggior parte dei moduli potevano essere utilizzati singolarmente.

### Ambientazioni

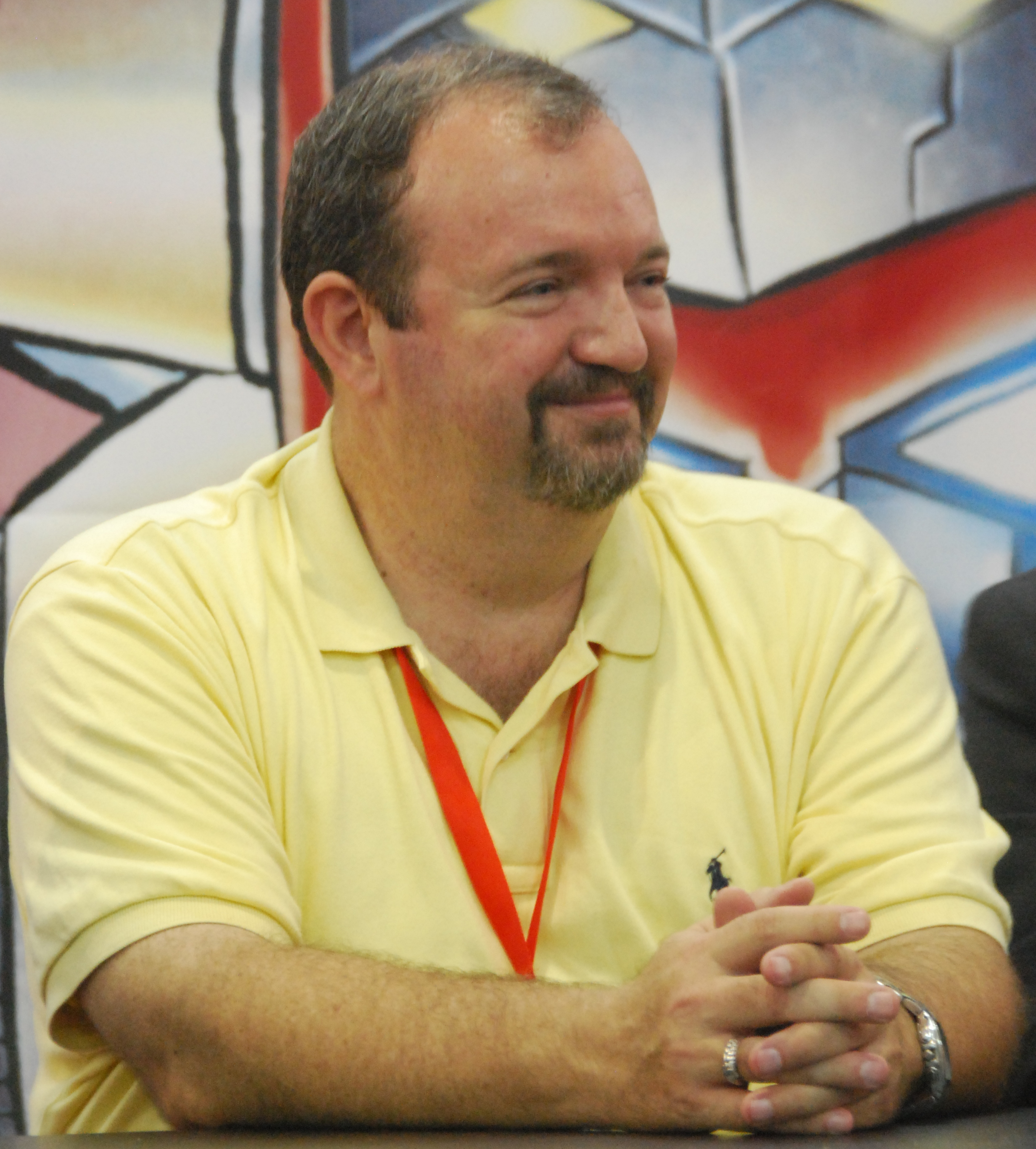
Tracy Hickman, uno dei creatori dell'ambientazione Dragonlance e, insieme alla moglie Laura, autore del modulo di gioco da cui verrà poi sviluppata l'ambientazione Ravenloft

Nel corso degli anni Dungeons & Dragons è stato supportato da numerose ambientazioni, sia pubblicate dagli editori ufficiali, la TSR prima e la Wizards of the Coast dopo, sia pubblicate da altri editori su licenza. Alcune sono ambientazioni spada e stregoneria standard, mentre altre aggiungono temi orientali, dall'America Centrale, di cappa e spada e anche di viaggi nello spazio.
Le più antiche ambientazioni per Dungeons & Dragons, sono Blackmoor di Dave Arneson e Greyhawk di Gary Gygax, entrambe iniziate nei primi anni settanta. Poiché inizialmente la TSR era convinta che ogni master avrebbe sviluppato una propria ambientazione autonoma in questa fase non era interessata a produrre supplementi legati ad ambientazioni particolari, e concesse quindi alla Judges Guild di pubblicare avventure ufficiali per Dungeons & Dragons. Dal corpo di queste avventure nacque la Wilderlands of High Fantasy, di fatto la prima campagna per un gioco di ruolo a essere ufficialmente supportata.
Greyhawk, la campagna masterata da Gary Gygax fin dal 1972, venne data alle stampe solo nel 1980 in forma di una mappa (World of Greyhawk, 1980), seguita da alcune avventure, la cui pubblicazione venne interrotta quando il game designer lasciò la TSR..
Mystara, l'ambientazione ufficiale del Dungeons & Dragons classico, si evolse invece a partire dai moduli della serie B e X, alla fine degli anni ottanta espansi con una serie manuali d'ambientazione (la serie di Gazeeter iniziati con GAZ1: The Grand Duchy of Karameikos.
Particolarmente importanti per Advanced Dungeons & Dragons furono Dragonlance (principalmente di Tracy Hickman e Margaret Weis), lanciata nei primi anni ottanta e accompagnata da una linea di romanzi di successo, ed i Forgotten Realms di Ed Greenwood, pubblicati a partire dalla fine degli anni ottanta (Forgotten Realms Campaign Settings, 1987).
A partire dal 1989 furono pubblicate nuove ambientazioni che si staccavano dal fantasy classico, come Spelljammer (Jeff Grubb, 1989), Ravenloft: Realm of Terror (Bruce Nesmith, 1990), Dark Sun Campaign Setting (1990), Al-Qadim (Jeff Grubb, 1992) e Planescape (Zeb Cook, 1993).
Nel caso della quarta edizione di Dungeons & Dragons vi sono solo tre libri per ogni ambientazione: una guida alla campagna per il dungeon master, una guida per il giocatore e un'avventura pronta da giocare. Ulteriore supporto alle ambientazioni viene fornito mediante D&D Insider. Al 2011 sono state pubblicate per la quarta edizione dei Forgotten Realms, Eberron e Dark Sun.
Alcune ambientazioni non sono più supportate ufficialmente, né concesse in licenza, sebbene tutte abbiano ancora una base di fan attiva: sul sito dell'editore sono presenti da diversi anni i link ai fan-site ufficiali delle varie ambientazioni non più supportate direttamente.
Un caso particolare sono le Living Campaigns, in parte uno strumento di marketing e in parte un'ambientazione gestita da volontari, che permettono a persone di tutto il mondo di giocare in un universo condiviso. La RPGA Network sponsorizza numerose living campaigns ed organizza partite in convention, giornate di gioco ed altri raduni nel mondo. Alla data del 2005 la più grande è Living Greyhawk.

### Dadi

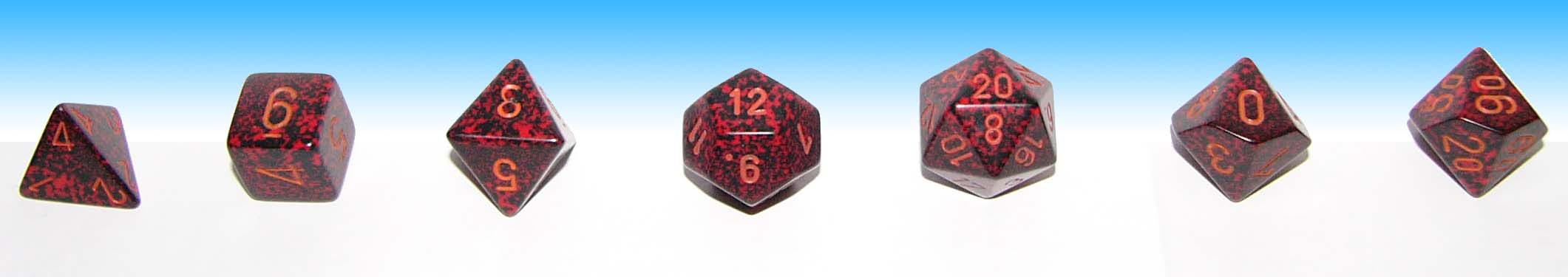
Set di dadi per Dungeons & Dragons. Da sinistra a destra: d4, d6, d8, d12, d20, d10 (marcato con le unità da 0 a 9) e d% (marcato con le decine da 00, 10, 20 fino a 90)

Dungeons & Dragons è noto per aver introdotto l'uso di dadi poliedrici per risolvere gli eventi del gioco e le azioni dei personaggi. Mentre la maggior parte dei giochi usava normalmente dadi a 6 facce, molti altri tipi di dadi sono usati più frequentemente in D&D. La popolarità di D&D spinse i suoi concorrenti ad adottare l'uso di dadi a molte facce, sebbene questa tendenza si sia ormai invertita - e normalmente i regolamenti di giochi di ruolo cerchino di adottare l'uso di un unico tipo di dado (anche se non necessariamente quello classico a sei facce).
I dadi normalmente usati in D&D sono a 4, 6, 8, 10, 12 e 20 facce (tutti eccetto il dado a 10 facce sono solidi platonici). Normalmente l'uso di un particolare tipo di dado viene indicato dal prefisso "d" seguito dal numero di facce del dado: "d4" è il lancio di un dado a 4 facce, "d6" il lancio di un dado a 6 facce, e così via. "d100" (detto "tiro percentuale") indica l'uso di due dadi a 10 facce per ottenere un risultato compreso tra 1 e 100 (un d10 viene letto come la cifra delle decine, l'altro come la cifra delle unità, inoltre un doppio 0 indica un 100); esiste un dado a 100 facce, ma il suo uso è in realtà poco pratico.
Mentre nelle edizioni precedenti a DnD 3.0 tutti i tipi di dado venivano usati abbastanza intensivamente ed in maniera poco consistente, il d20 System si basa principalmente sull'uso di un dado a 20 facce per gestire quasi tutte le regole di gioco, relegando gli altri dadi solo al tiro del danno causato da armi e/o incantesimi ed al tiro dei nuovi punti ferita al passaggio di livello.

### Miniature

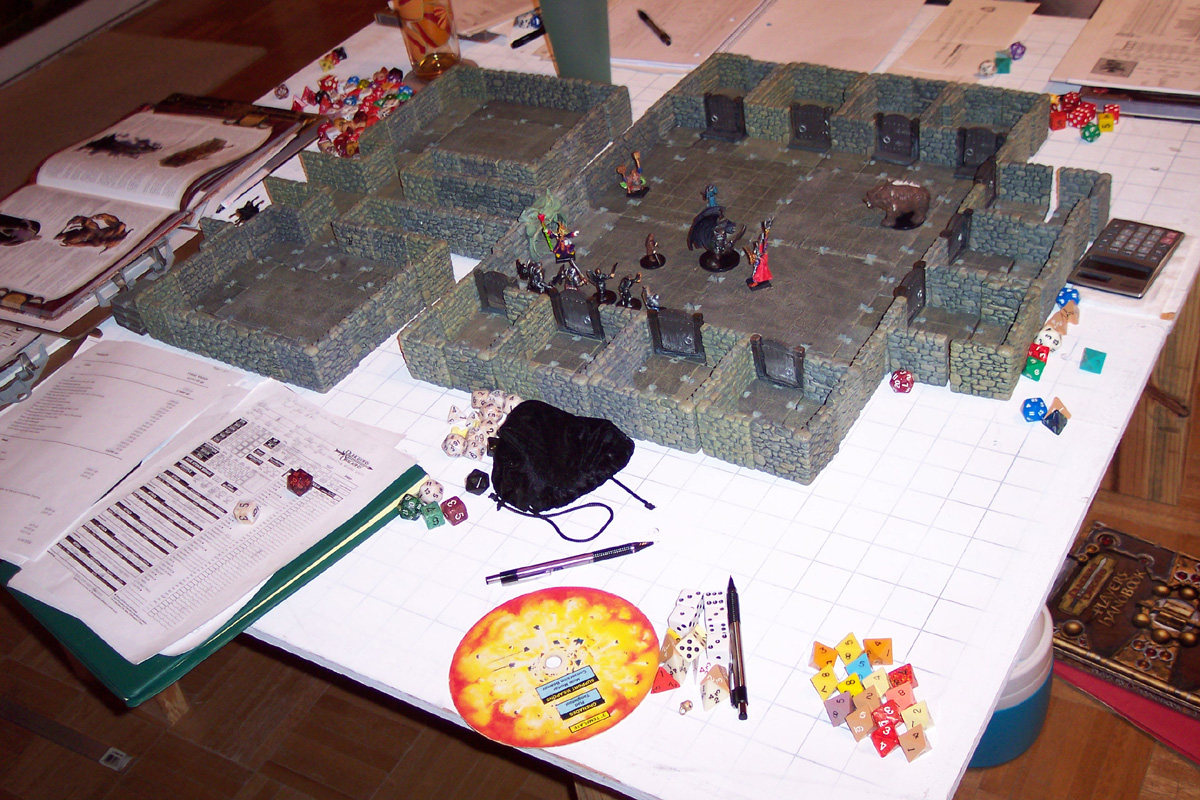
Partita di Dungeons and Dragons con miniature e scenari in plastica a supporto

Dungeons & Dragons discende dai wargame tridimensionali che usano miniature per rappresentare i combattenti e la prima edizione di D&D del 1974 ne continuò l'uso in maniera simile al suo precursore diretto, Chainmail. Ma già all'epoca della pubblicazione dell'edizione del 1977 i combattimenti erano in gran parte risolti verbalmente, sebbene alcuni giocatori continuassero a usarle come riferimento visuale. L'edizione 3.0 di Dungeons & Dragons (2000) è invece tornata decisamente a presupporre l'uso di miniature per visualizzare le situazioni di combattimento in gioco, un aspetto ulteriormente enfatizzato nella revisione 3.5 e nella quarta edizione.
Negli anni ottanta diverse compagnie iniziarono la produzione di miniature specificatamente dedicate a Dungeons & Dragons e altri giochi di ruolo. Tra queste vi furono la Grenadier Miniatures (1980-1983), Citadel Miniatures (1984-1986), Ral Partha, e la TSR stessa. La maggior parte di queste miniature sono in scala 25 mm, con l'eccezione delle miniature Ral Partha in scala 15 mm per la prima edizione di Battlesystem.
Periodicamente, Dungeons & Dragons è ritornato alle sue radici di wargame pubblicando regole supplementari per wargame tridimensionale. Supplementi come Battlesystem (1985 e 1989) e una nuova edizione di Chainmail (2001) forniscono regole per gestire battaglie tra eserciti usando miniature. Nel 2003 la Wizards of the Coast ha pubblicato il Dungeons & Dragons Miniatures Game (2003) venduto in scatole contenenti miniature in plastica predipinte assortite in maniera casuale, che possono essere utilizzate sia per il gioco di ruolo che per un wargame tridimensionale specifico per le miniature. Sono stati pubblicati dodici differenti set di miniature più alcune miniature singole di draghi e mostri colossali. Nel 2008 la Wizards cessò di supportare il wargame tridimensionale e proseguì la pubblicazione delle miniature per i soli giocatori di D&D. La linea fu chiusa definitivamente nel 2011. Nel febbraio 2014 la Wizards of the Coast e la WizKids hanno annunciato che quest'ultima pubblicherà una nuova linea di miniature per D&D.
Le miniature sono usate in diverse maniere; solitamente vengono piazzate su un foglio di acetato quadrettato, con muri ed altri ostacoli disegnati con pennarelli. Con il procedere dell'avventura vengono cancellate le vecchie aree e disegnate le nuove. Alcuni giocatori hanno costruito interi set di gioco in carta o cartoncino, altri utilizzano la "mappa del dungeon" e il "campo di battaglia", anch'essi quadrettati, forniti insieme al manuale del dungeon master, e personalizzabili grazie a elementi scenici di carta, riutilizzabili.
Come per i dadi, molti giocatori si affezionano a certe miniature della loro collezione, passando ore a dipingerle accuratamente. Nonostante siano disponibili con facilità anche miniature già dipinte, la pittura di miniature è ancora popolare, costituendo un hobby di per sé.

## Prodotti correlati

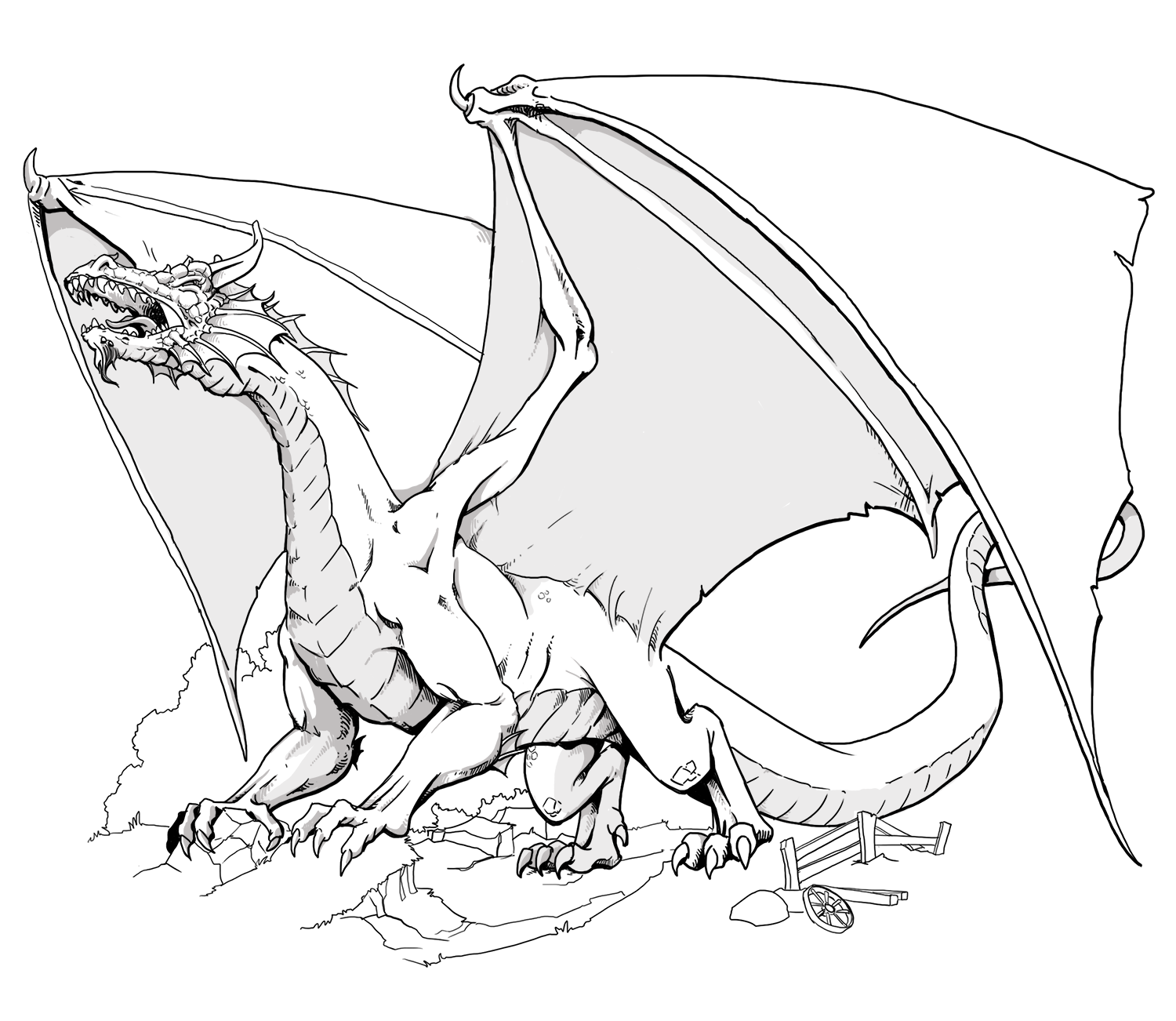
Un drago, il mostro iconico di Dungeons & Dragons

### Romanzi
Molti romanzi e racconti originali — più di 100 — sono ambientati all'interno dei mondi di D&D, soprattutto in Forgotten Realms e Dragonlance. Fra il 2002 e il 2004 è stata pubblicata una serie di romanzi basati sui personaggi iconici creati per D&D 3.0. Non tutti i romanzi hanno avuto un'edizione in lingua italiana (l'editore italiano di riferimento è Armenia Edizioni, anche se alcuni dei romanzi di particolare successo hanno avuto delle ristampe nella collana Oscar Mondadori).

### Giochi da tavolo
Sono stati pubblicati molti giochi da tavolo con la licenza D&D, tra questi DragonStrike, che usa una forma semplificata di D&D e include una videocassetta promozionale con attori in costume che, aiutati dalla grafica computerizzata, interpretavano i personaggi ed i mostri del gioco da tavolo.
La Mattel Electronics pubblicò un Dungeons & Dragons ibrido tra gioco elettronico e gioco da tavolo, per un giocatore o due giocatori in cooperazione. La scacchiera elettronica mostra labirinti sempre diversi tramite luci a LED e il giocatore muove sopra di essa delle pedine metalliche.

### Giochi di carte collezionabili
La TSR ha pubblicato Spellfire, un gioco di carte collezionabili ambientato negli scenari di Advanced Dungeons & Dragons.

### Fumetti
In Italia sono reperibili tre fumetti ambientati nel mondo D&D e ne trasmettono pienamente le trame e le atmosfere. Sono stati pubblicati dalla casa editrice Twenty Five Edition. I titoli degli albi sono i seguenti:
- Dungeons & Dragons - L'ombra dei draghi, 190 pagine, edizione italiana del 2005
- Dungeons & Dragons - Dove cadono le ombre, 112 pagine, edizione italiana del 2006
- Dungeons & Dragons - Assalto a Porta Tempesta, 96 pagine, edizione italiana del 2008

### Riviste
Varie riviste dedicate a supportare Dungeons & Dragons sono state create dalla TSR nel corso degli anni e successivamente chiuse; le due più longeve sono state, Dragon (articoli in generale, regole, ambientazioni, consigli per master, narrativa) e Dungeon (raccoglie moduli di avventura scritti dai lettori) sono state pubblicate in formato esclusivamente digitale da ottobre 2007 e chiuse nel dicembre 2013. Dall'aprile 2015 la Wizards of the Coast pubblica una rivista digitale chiamata Dragon+.
La Nexus Editrice ha pubblicato dall'aprile 2003 ad agosto 2007 la rivista Dragon & Dungeon che conteneva la traduzione di articoli di Dragon e di Dungeon.

### Cinema
- Dungeons & Dragons - Che il gioco abbia inizio (Dungeons & Dragons, 2000, di Courtney Solomon): una maga aiutata da due ladri deve recuperare uno scettro in grado di controllare i draghi per aiutare l'imperatrice Savina per riconquistare il suo trono. Il film venne recensito in maniera generalmente negativa.[139]
- Dungeons & Dragons 2: Wrath of the Dragon God di Gerry Lively, prodotto per la televisione e ambientato più di un secolo dopo le vicende del primo film, uscì nel 2005, ricevendo critiche migliori.[140]
- Dungeons & Dragons: The Book of Vile Darkness di Gerry Lively (2012), nuovo film per la televisione.[141]
- Dungeons & Dragons - L'onore dei ladri (Dungeons & Dragons: Honor Among Thieves), regia di Jonathan Goldstein e John Francis Daley (2023).

### Televisione
- Dungeons & Dragons (1983): serie televisiva animata basata su un gruppo di giovani e bambini trasportati in un reame basato su Dungeons & Dragons da un ottovolante magico; al loro arrivo viene data a ognuno una potente arma magica che devono usare per sopravvivere contro Tiamat e Venger; in ogni episodio sono assistiti da una creatura simile a uno gnomo chiamata Dungeon Master e da un baby unicorno chiamato Uni.[142]
- Record of Lodoss War (ロードス島戦記?, Rōdosu-tō Senki) anime del 1990 basata sui resoconti di una campagna di Dungeons & Dragons di Ryō Mizuno.[143]
- La leggenda di Vox Machina serie animata di prime video animata statunitense del 2022, basata sulla prima campagna della webserie a tema Dungeons & Dragons Critical Role.

### DVD
- Scourge of Worlds (2003) lungometraggio di animazione: protagonisti sono i personaggi (Regdar, Mialee e Lidda) creati per l'edizione 3.0. È un film interattivo che, nei punti cruciali della storia, chiede allo spettatore quali azioni devono compiere gli eroi, permettendo così di creare centinaia di storie diverse.[144]
- Dragonlance: Dragons of Autumn Twilight (2008) un film di animazione basato sull'ambientazione di Dragonlance.[145]
- The Gamers: Dorkness Rising (2008) è incentrato su un'avventura di D&D e sul gruppo di giocatori che la sta affrontando. Il film alterna mondo reale e avventura, sottolinea vari luoghi comuni dei giochi di ruolo e ironizza su comportamenti tipici dei giocatori. Il film fa esplicitamente riferimento a Dungeons & Dragons, anche se con una certa dose d'inventiva per quanto riguarda incantesimi e talenti dei personaggi; il precedente The Gamers, della stessa casa di produzione e regista, pur molto simile, non è riferibile a un preciso gioco di ruolo in quanto mischia caratteristiche e elementi molto vari.

### Videogiochi
Sono stati pubblicati molti videogiochi sotto la licenza di D&D e AD&D. La maggior parte, ma non tutti, sono giochi di ruolo al computer che usano regole derivate da una qualche versione di D&D. I giochi per console correlati a D&D tendono a focalizzarsi direttamente sull'azione piuttosto che sullo sviluppo degli attributi o personalità dei personaggi. La maggior parte dei videogiochi per console è basata su trame lineari e strutturate che coinvolgono protagonisti pregenerati. Alla data di ottobre 2004 cinquantatré giochi di ruolo per computer e due arcade sono stati pubblicati e venduti sotto l'etichetta D&D. Quasi la metà di questi giochi sono stati sviluppati dalla SSI e molti di questi sono stati pubblicati nella collana "Gold Box".
Nei videogiochi le regole di D&D sono generalmente modificate per adattarsi all'uso del computer. Secondo alcuni giocatori le versioni al computer sono completamente diverse da quelle "carta e penna" e non dovrebbero essere raggruppate insieme.
Fra i videogiochi di ruolo, la serie Neverwinter Nights e Dragonshard, pubblicato dalla Eberron Media nel 2005. La Turbine ha pubblicato nel 2006 Dungeons & Dragons Online, basato sull'ambientazione Eberron, che ha avuto un successo limitato a causa dell'enorme differenza rispetto al gioco cartaceo.
Anche per i dispositivi portatili, come per esempio il Game Boy, sono stati pubblicati videogiochi ispirati a D&D. Alla data del 2004 sono disponibili quattro titoli. Una versione di Neverwinter Nights (2002) è stata convertita per i telefoni cellulari. Questa versione, pubblicata nel 2004 viene definita Neverwinter Nights: Mobile. Altri videogiochi ispirati al gioco sono Baldur's Gate, Planescape: Torment e Sword Coast Legends. Il primo (MMORPG) ispirato alla serie porta il nome di Neverwinter come l'omonima città del gioco.

## Controversie
Il successo commerciale del gioco causò, a partire dal 1979, una disputa legale tra Arneson e Gygax, riguardo alle royalties, in particolare quelle per AD&D, per le quali la TSR non aveva dato alcun diritto ad Arneson. Queste cause si conclusero con un accordo extragiudiziale nel 1981.
Nel 1979, con la vicenda della scomparsa di James Dallas Egbert III, studente prodigio dell'università del Michigan, ritrovato dall'investigatore privato William Dear, che scrisse un libro sulla vicenda, si aprì un periodo ricordato come moral panic, che perdurò per gran parte degli anni '80. Questo fenomeno diffuse enormemente Dungeons & Dragons attraverso i media generalisti, tanto che vennero prodotti oggetti culturali di grande successo ispirati proprio a questo aspetto sinistro. Si ricordano il romanzo del 1981 Mazes and Monsters di Rona Jaffe e il film omonimo del 1982 diretto da Steven H. Stern, il romanzo Hobgoblin di John Coyne. Il picco di tale fenomeno si ebbe con la fondazione del BADD, associazione di genitori preoccupati per la diffusione del gioco di ruolo, nel 1983 da parte di Patricia Pulling, madre di un ragazzo morto suicida, a suo dire per colpa di Dungeons & Dragons. Anche in Italia si ebbero fenomeni, sebbene tardi, di panico morale dovuto al gioco di ruolo, in particolare con le vicende di Roberto C. di Spinea nel 1996. Alcuni studiosi, ad esempio Stanley Cohen, analizzati in lingua italiana nel saggio Dal gioco di guerra al gioco di ruolo di Moreno Pedrinzani, hanno teorizzato un legame tra i fenomeni dell'immaginario collettivo e della cultura popolare statunitense e il panico morale. Gli oggetti bersaglio di tale isteria collettiva vengono caricati di disvalori, paure ed elementi che si ritengono propri della degenerazione giovanile, autoalimentati attraverso i media con narrazioni stereotipate e convincenti per un pubblico generalista, andando a costruire solidamente un immaginario dicotomico, privo di quella complessità che genererebbe confusione negli ascoltatori, che sarebbero maggiormente proni ad accettare giudizi forti e un compiacimento basato sui valori condivisi dalla società.
Le controversie legate al coinvolgimento d'influenze occulte su DnD spinsero la TSR a rimuovere i riferimenti espliciti ai demoni, diavoli e ad altre creature immaginarie comunemente associate con la stregoneria dalla seconda edizione di AD&D. I giocatori se ne lamentarono e la ridicolizzarono, vedendola come un passo verso la correttezza politica da parte dell'editore. I personaggi riacquistarono i loro nomi originari con l'edizione 3.0 di D&D.
Con la diffusione delle BBS e poi di Internet vi furono molti giocatori che trascrissero, senza permesso, parte dei manuali per diffonderli insieme al materiale amatoriale da loro prodotto o raccolto; dopo un primo periodo di tolleranza, nella prima metà degli anni novanta la TSR denunciò non solo chi distribuiva parti dei suoi prodotti ma anche produzioni amatoriali che si rifacevano alle ambientazioni o ai personaggi che TSR ritenne coperti dal suo copyright e/o trademark (ad esempio il drow, che in realtà esisteva già in diverse mitologie proprio con quel nome, seppur con caratteristiche in parte differenti). I gestori di siti che ospitavano questi materiali, nonché i creatori di avventure e moduli amatoriali, criticarono fortemente queste nuove politiche della TSR, rimarcando come fino a quel momento simili comportamenti, seppur sicuramente noti alla casa editrice, non solo fossero stati tollerati, ma avessero anche garantito a Dungeons & Dragons un'elevata pubblicità gratuita nel nascente mondo della rete, e come la trascrizione e diffusione di parte dei prodotti commerciali avesse fatto conoscere ed apprezzare il gioco anche in nazioni dove la distribuzione tradizionale era carente o del tutto assente. Dopo un periodo di denunce e relativi attriti, la TSR tentò di venire incontro alle richieste dei giocatori, instaurando però una forma di controllo sulle loro produzioni amatoriali pensate per la distribuzione in rete: venne istituito un sito FTP ufficiale che doveva contenere le avventure e i moduli creati dai giocatori e autorizzati dalla casa editrice; per essere "pubblicati" da questo sito era però necessario superare prima una valutazione ed eventuali censure da parte dello staff della TSR e si sarebbero persi comunque tutti i diritti presenti e futuri sull'opera proposta, indipendentemente dalla sua pubblicazione o meno sul sito o dal suo futuro uso in prodotti commerciali tradizionali. L'operazione non ebbe un grande successo e suscitò ulteriori critiche da parte dei fan del gioco attivi in rete. La questione prese il nome di "TSR Debate" o "TSR vs. The Internet", mentre la sigla TSR venne ironicamente ridefinita come sigla di "They Sue Regularly" ("Loro denunciano regolarmente"). Alla fine degli anni novanta, pochi mesi prima della bancarotta, sul sito della TSR iniziarono a comparire come liberamente scaricabili alcuni vecchi moduli fuori produzione e alcune trascrizioni di articoli delle riviste Dragon e Dungeon (in diversi casi si trattava delle succitate trascrizioni illegali che nel frattempo la TSR aveva raccolto). Dopo l'acquisizione da parte della Wizards of the Coast, sembrava che quest'ultima avesse deciso di riproporre tutti i vecchi prodotti in formato pdf, alcuni (quelli più vecchi e ormai fuori produzione da tempo) gratuitamente sul sito, altri a pagamento con prezzi quasi simbolici (2 o 3 dollari a prodotto). L'idea ebbe tuttavia uno sviluppo altalenante, da un primo momento in cui le vendite venivano gestite direttamente dalla Wizards of the Coast, ma erano limitate solo ad alcune nazioni (l'Italia inizialmente non era tra queste), le operazioni di digitalizzazione e vendita cambiarono più volte gestione tra diverse case editrici e distributori. La Wizards of the Coast in un primo tempo continuò comunque a fornire sul proprio sito web i moduli resi gratuiti (senza tuttavia aggiungerne di nuovi e solo per alcuni anni) e anche materiale inedito di supporto ai prodotti cartacei commerciali più recenti (i web enhancement), per poi rimuovere successivamente il vecchio materiale in occasione del restyling del sito web per l'uscita della quarta edizione.

## Principali edizioni dei manuali di gioco

### Original D&D e D&D Basic Set
- Gary Gygax e Dave Arneson, Dungeons & Dragons - Book 1: Men & Magic, TSR
- Gary Gygax e Dave Arneson, Dungeons & Dragons - Book 2: Monsters & Treasure, TSR
- Gary Gygax e Dave Arneson, Dungeons & Dragons - Book 3: Underworld & Wilderness Adventures, TSR
- Frank Mentzer, Dungeons & Dragons - Immortal rules - set 5, TSR
- Aaron Allston, Rules Cyclopedia, TSR
- Aaron Allston, Wrath of the Immortals, TSR

### D&D Basic Set tradotti in italiano
- Frank Mentzer, Dungeons & Dragons - Regole basic - set 1, Editrice Giochi
- Frank Mentzer, Dungeons & Dragons - Regole expert - set 2, Editrice Giochi
- Frank Mentzer, Dungeons & Dragons - Regole companion - set 3, Editrice Giochi
- Frank Mentzer, Dungeons & Dragons - Regole master - set 4, Editrice Giochi
- Timothy Brown, Dungeons & Dragons - Il gioco, Editrice Giochi

### AD&D
- Gary Gygax, Advanced Dungeons & Dragons - Players Handbook, TSR
- Gary Gygax, Advanced Dungeons & Dragons - Dungeon Masters Guide, TSR
- Gary Gygax, Advanced Dungeons & Dragons - Monster Manual, TSR
- Gary Gygax, Advanced Dungeons & Dragons - Monster Manual 2, TSR

### AD&D tradotti in italiano
- David "Zeb" Cook, Advanced Dungeons & Dragons - Manuale del giocatore - 2' edizione, RIPA
- David "Zeb" Cook, Advanced Dungeons & Dragons - Manuale del dungeon masters - 2' edizione, RIPA
- Tim Beach, Advanced Dungeons & Dragons - Manuale dei mostri - 2' edizione, RIPA
- David "Zeb" Cook, Advanced Dungeons & Dragons - Manuale del giocatore - Edizione italiana, 25 Edition
- David "Zeb" Cook, Advanced Dungeons & Dragons - Manuale del dungeon masters - Edizione italiana, 25 Edition
- Tim Beach, Advanced Dungeons & Dragons - Manuale dei mostri - Vol 1, 25 Edition
- Tim Beach, Advanced Dungeons & Dragons - Manuale dei mostri - Vol 2, 25 Edition

### D&D 3ª edizione in italiano
- Jonathan Tweet, Monte Cook e Skip Williams, Dungeons and Dragons - Manuale del giocatore, 25 Edition
- Jonathan Tweet, Monte Cook e Skip Williams, Dungeons and Dragons - Manuale del dungeon master, 25 Edition
- Jonathan Tweet, Monte Cook e Skip Williams, Dungeons and Dragons - Manuale dei Mostri, 25 Edition
- Jonathan Tweet, Monte Cook e Skip Williams, Dungeons and Dragons - Manuale del giocatore 3.5, 25 Edition
- Jonathan Tweet, Monte Cook e Skip Williams, Dungeons and Dragons - Manuale del dungeon master 3.5, 25 Edition
- Jonathan Tweet, Monte Cook e Skip Williams, Dungeons and Dragons - Manuale dei Mostri 3.5, 25 Edition

### D&D 4ª edizione in italiano
- Rob Heinsoo, Andy Collins e James Wyatt, Dungeons and Dragons - Manuale del giocatore [Eroi Arcani, Divini e Marziali], 25 Edition
- James Wyatt, Dungeons and Dragons - Guida del Dungeon Master, 25 Edition
- Mike Mearls, Stephen Schubert e James Wyatt, Dungeons and Dragons - Manuale dei Mostri, 25 Edition
- Jeremy Crawford, Mike Mearls e James Wyatt, Dungeons and Dragons - Manuale del giocatore 2 [Eroi Arcani, Divini e Primevi], 25 Edition
- Rob Heinsoo e Stephen Schubert, Dungeons and Dragons - Manuale dei Mostri 2, 25 Edition